# Macromeles formosana
Macromeles formosana är en rosväxtart som beskrevs av Gen-Iti Koidzumi. Macromeles formosana ingår i släktet Macromeles och familjen rosväxter. Inga underarter finns listade i Catalogue of Life.